# Никола Дамјанов
Никола Дамјанов Рензов (Тресонче, 1810. – Ораовец, 1866) био је сликар, резбар и иконописац из Македоније.

## Биографија
Никола Дамјанов је рођен је 1810. године у селу Тресонче у Дебарском крају и потиче из велике породице Зографа Рензоваца. Његов отац Дамјан и деда Јанкула такође су били иконописци и неимари. Никола је сликао заједно са својом браћом Георгијем, Андрејом и Костом, што отежава прецизирање њиховог индивидуалног рада. Никола и његов брат Коста су радили на цркви „Свети Спас“ у Ораовцу, завршене 1839. године.
Никола Дамјанов је аутор изгорелог амвона у цркви Пресвете Богородице у Скопљу, двери и надстрешнице цркве Пресвете Богородице (1850) у Новом Селу, као и надстрешнице у цркви Св. Николе (1889) у Штипу.
Никола Дамјанов је умро око 1866. У Ораовцу где је и сахрањен. Отац је иконописца Петра Николова.